# Jovan Divjak
Jovan Divjak (Belgrado, 11 marzo 1937 – Sarajevo, 8 aprile 2021) è stato un generale e scrittore jugoslavo, dal 1992 bosniaco.
Durante l'Assedio di Sarajevo e durante tutto il corso delle Guerre jugoslave, nonostante le sue origini serbe, si è apertamente schierato con bosniaci e croati. È ricordato per aver raccolto le sue memorie della guerra in un libro chiamato Sarajevo Mon amour, pubblicato in diverse lingue all'estero oltreché all'impegno sociale che ha assunto fondando la associazione denominata Obrazovanje Bih ("L'istruzione costruisce la Bosnia").

## Dall'infanzia alla vita militare
Nacque a Belgrado da genitori di origini serbo-bosniache. Trascorse l'infanzia in varie località della Jugoslavia, al seguito del padre, maestro elementare. Dal 1956 al 1959 frequentò l'Accademia Militare a Belgrado, per passare poi un anno tra il 1964 e 1965 a Parigi per frequentare l'École supérieure des officiers de réserve spécialistes d'état-major. Nel 1966, al ritorno dalla Francia , fu nominato comandante di plotone presso la scuola militare di Sarajevo, dove visse fino alla morte. 
Dopo diversi incarichi nella JNA, Divjak divenne Capo della Difesa Territoriale (Teritorijalna Obrana), guidando il relativo dipartimento di stanza a Mostar, durante il periodo 1984-1989. Medesima funzione ricopre dal 1989 al 1991 per il settore di stanza a Sarajevo.
Nel periodo 1991-1992, Jovan Divjak venne giudicato dalla Corte Marziale per aver inviato 120 pezzi di armi leggere e 20.000 pallottole alla Difesa Territoriale di Kiseljak. Gli vennero inflitti 9 mesi di carcere, evitati lasciando la JNA.
Il giorno 8 aprile 1992, Divjak divenne vicecomandante della Difesa Territoriale della Bosnia ed Erzegovina, lasciando l'esercito jugoslavo. Un mese più tardi, supervisionò la difesa di Sarajevo da un attacco di maggiori dimensioni da parte della JNA. Divenne noto in Italia grazie a un'intervista sul magazine del Corriere della Sera.
Tra 1993-1997  fu comandante del Quartier generale dell'esercito della BiH, incaricato di cooperare con istituzioni civili e organizzazioni in ruoli quali amministrazione, economia, salute, istruzione.

## La sua vita successiva
È diventato direttore esecutivo della associazione OGBH, Obrazovanje Gradi BiH ("L'istruzione costruisce la Bosnia"), fondata da lui stesso nel 1994. L'attività principale e gli obiettivi della associazione sono quelli immediatamente connessi all'aiuto degli orfani di guerra, dando loro denaro, oltre ad aiuto materiale e favorire l'aumento dell'istruzione in Bosnia ed Erzegovina, anche zone e alla popolazione più povere del Paese come le campagne, dando loro sostegno finanziario e materiale.
Prima del 1998, Divjak era membro attivo di altre associazioni culturali sportive o Facoltà di Educazione Fisica a Sarajevo.
Dal 1998 è diventato membro dell'Associazione Indipendente degli Intellettuali Krug 99.
Dal 2004 è stato membro del comitato per l'ingresso delle ONG straniere in Bosnia ed Erzegovina con sede a Sarajevo; è membro di molte ONG bosniache nelle quali è molto attivo. Cerca di aiutare il Paese il più possibile sperando che il futuro della Bosnia ed Erzegovina divenga più chiaro rispetto ad un non così lontano passato.
Nel 2006 è stato nominato Ambasciatore Universale di Pace dal Consiglio degli Ambasciatori di Pace Universali a Ginevra e premiato relativamente a tale nomina.
Il 2 marzo 2011, su richiesta del governo serbo venne arrestato all'Aeroporto di Vienna mentre si sta recando in Italia per un convegno. L'8 marzo 2011 venne scarcerato dietro pagamento di una cauzione, ma resta de facto obbligato a rimanere a Vienna fino alla tenuta del processo. Il 29 luglio 2011 le autorità giudiziarie austriache hanno accertato la totale infondatezza delle accuse mosse avverso Jovan Divjak dall'élite politica serba (segnatamente accuse di crimini di guerra) e rifiutano la sua estradizione verso il paese balcanico, consentendo così a Jovan Divjak di tornare a Sarajevo.
Nel 2012 ha interpretato il ruolo di Jovan nel film Venuto al mondo di Sergio Castellitto.
L'8 aprile 2021 è deceduto a seguito di una lunga malattia.

## Testimonianze
Ha raccolto le proprie memorie in tre testi:
- Sarajevo, mon amour. Intervista con Florence La Bruyere; pubblicato da Buchet-Chastel nel 2004, con prefazione di Bernard-Henri Lévy. La traduzione italiana dell'opera, a cura di Gianluca Paciucci e con prefazione di Paolo Rumiz, è stata data alle stampe nel 2008 da Infinito Edizioni;[8]
- "Ratovi u Hrvatskoj i Bosni i Hercegovini 1991-1995", riguardo all'aggressione contro la Bosnia Erzegovina;
- "Dani" e "Jesenski e Tura" nel 1999.

Apparve in un documentario BBC dal titolo "The Death of Yugoslavia" nel 1995.

## Filmografia
- Venuto al mondo, regia di Sergio Castellitto  (2012)